# 穆里洛 (托利馬省)
穆里洛是哥倫比亞的城鎮，位於該國中西部，由托利馬省負責管轄，距離首府伊瓦格144公里，始建於1872年10月24日，面積364平方公里，海拔高度158米，2005年人口4,953。
3°48′15″N 74°56′34″W / 3.80417°N 74.9428°W